# 地菇科
地菇科为盘菌目的一科真菌。为盘菌科（Pezizaceae）的异名。

## 下属分类
本科包括以下属：
- 地菇属 Terfezia
- Tirmania Chatin, 1892
- 马蒂菌属 Mattirolomyces